# I Never Met the Dead Man
«I Never Met the Dead Man» (titulado «Yo nunca conocí al muerto» en España y «El teleadícto» en Hispanoamérica) es el segundo episodio de la primera temporada de la serie Padre de familia emitido en Estados Unidos el 11 de abril de 1999 a través de FOX. La trama se centra en Peter, el cual intenta enseñarle a Meg a conducir, pero debido a sus malos consejos acaban perdiendo el control del vehículo y se estrellan contra un repetidor de televisión dejando la ciudad sin señal televisiva. A raíz del suceso, Peter empieza a sufrir síndrome de abstinencia hasta que descubre un "mundo nuevo" fuera de las paredes de su hogar, sin embargo acaba dejando exhausto a su familia. Por otro lado, Stewie planea destruir el brócoli con una máquina de control meteorológico para que su madre no le obligue a comer dicha hortaliza. 
El episodio está escrito por Chris Sheridan y dirigido por Michael Dante DiMartino. Como artistas invitados, prestan sus voces a sus respectivos personajes: Erik Estrada, Butch Hartman, Aaron Lustig y Joey Slotnick.
Las críticas al episodio fueron favorables; varios críticos televisivos coincidieron en que este es uno de los episodios más memorables de la serie y es considerado mejor que el previo.

## Argumento
Molesta porque Peter prefiera pasar más tiempo viendo la televisión que estar con la familia, Lois le pide que le enseñe a Meg a conducir, puesto que está a la espera de pasar un examen. Aunque a regañadientes, finalmente accede. Una vez a solas y a pesar de la buena intención del patriarca, este le da malos consejos de como conducir, por ejemplo: revolucionar el motor y desafiar a otro conductor a una carrera. Finalmente llega el día del práctico y decide poner a prueba los consejos de su padre ante su profesor con el resultado de suspenso. Mientras se dirigen de vuelta a casa, Peter trata de consolar a Meg, pero de camino, una televisión llama su atención y pierde la concentración en la carretera provocando la pérdida del control del vehículo y posterior accidente de estos que acaban encastándose contra un repetidor de televisión dejando a Quahog y alrededores sin televisión por cable. 
Ante el temor a posibles represalias, Peter le promete a Meg de que le comprará un coche si decide cargar con las culpas. Una vez llegan a casa con la antena parabólica anclada al parachoques trasero, Lois abronca a su marido por hacerle cargar con la culpa de algo que había hecho él. Por otro lado, Stewie está harto del brócoli que le prepara su madre casi todos los días, decide hacerse con la antena con la intención de fabricar una máquina meteorológica capaz de acabar con la producción mundial de la hortaliza.
Mientras, Lois empieza a preocuparse por su marido después de que esta le pillara buscando canales entre las interferencias, ya que parece estar desarrollando una especie de "mono", a la mañana siguiente sus preocupaciones se confirman cuando lo ve con un trozo de cartón con forma de televisión enganchado a su torso y tener la sensación de estar viendo el mundo real desde la pequeña pantalla. Tras irse de casa, Lois va en su busca, Peter llega al instituto de Meg, la cual empieza a sufrir el acoso por parte de sus compañeros y profesores, harta de la situación, confiesa a todo el mundo que su padre es el responsable, por lo que Peter casi acaba linchado hasta que Lois pone paz de por medio. A la noche, Lois le sugiere que pase más tiempo con la familia para vencer la ansiedad por la falta de televisión. Finalmente Peter hace caso a su mujer y al día siguiente lleva a su familia a realizar actividades durante todo el día hasta que los demás quedan agotados por la vitalidad de Peter, al cabo de pocos segundos vuelve la señal televisiva y los Griffin deciden quedarse a ver la tele a excepción de Peter, que lejos de hacer caso a la tele, intenta convencer a su familia de que se vengan con él a un festival regional, sin embargo todos parecen estar hartos de tantas actividades y Peter decide irse con la compañía de William Shatner, al cual se le ha reventado uno de los neumáticos. Meg por otro lado necesita que alguien le enseñe a conducir y Lois decide llevarla de prácticas al mismo tiempo que Stewie consigue acabar la máquina con la que desencadena una gran tormenta que sorprende a madre e hija al volante, ya que la fuerte tromba les impide la visibilidad de la carretera y esta acaba atropellando a su padre y a Shatner con el resultado del fallecimiento de este último y la hospitalización de su padre. Una vez recupera la consciencia, Peter sigue con ganas de pasar más tiempo libre para disgusto de su familia hasta que una enfermera le pone la televisión obligándole a verla, Peter al no poder mover un músculo no puede apagar el aparato y vuelve a decaer para alegría de su familia al verlo de vuelta.

## Producción
I Never Met the Dead Man fue el primer episodio de Padre de familia escrito por Chris Sheridan y dirigido por Michael Dante DiMartino. En los primeros meses de producción, los guionistas tuvieron que compartir oficina junto con el equipo de producción de King of the Hill. Al igual que los cuatro primeros episodios de la temporada, el título de este está derivado de programa radiofónico Suspense de los años 30 y 40, los cuales tenían algunos elementos que relacionaban con la muerte y el asesinato. A partir del cuarto episodio se declinó la convención. A parte del habitual, prestaron sus voces como artistas invitados: los actores Erik Estrada, Aaron Lustig, Joey Slotnick y Franck Welker junto con el guionista y animador Butch Hartman. Lori Alan hizo una aparición minoritaria. El episodio se estrenó el 11 de abril de 1999, tres meses después de la premier de la serie.

## Referencias culturales

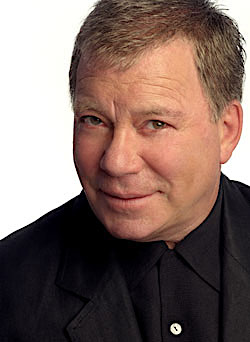
William Shatner, actor parodiado en este episodio.